# Paul Gabriel Ahnfelt
Paul Gabriel Ahnfelt (født 23. marts 1803 i Gullarp i Skåne, død 11. oktober 1863 i Helsingborg) var en svensk provst og forfatter, far til Arvid Ahnfelt.
Ahnfelt blev 1826 docent i praktisk filosofi ved Universitetet i Lund, men han gav sig mest af med teologiske studier og blev præsteviet 1830. Ahnfelt var en nidkær og dygtig præst, åndelig sund til trods for sine svære gigtlidelser, der til sidst gjorde ham til krøbling.
Han var medarbejder ved Svenskt biografiskt lexikon, udgav nogle af sine prædikener og taler og skrev flere småskrifter om tidens brændende spørgsmål, hvoriblandt afholdssagen især optog ham. I 1859 udgav han 1. del af Lunds Universitets Historie. Han var med i arbejdet for en nøjere forening af de nordiske riger og medindbyder til det første skandinaviske kirkemøde i København 1857.